# Línea Azul (Tranvía de San Diego)
La Línea Azul es una línea del tranvía de San Diego y actualmente opera entre San Ysidro y UTC.

## Historia
La línea empezó a operar por primera vez entre el centro de la ciudad de San Diego en el año de 1981, a un costo de $86 millones. La estación Bayfront/Calle E en Chula Vista abrió en 1985. En 1986, la línea se llamaba la "Línea del Sur" para diferenciarla de la nueva Línea Este que iba hacia la avenida Euclid. Cuando la extensión a Old Town abrió en 1996, la línea tuvo que cambiar de nombre por la Línea Norte-Sur. La línea Norte-Sur fue renombrada otra vez como la Línea Azul en 1997 con la apertura de la extensión a Mission San Diego. La estación de Fenton Parkway abrió en el año 2000. Con la introducción de la nueva Línea Verde el 10 de julio del 2005, gran parte del servicio de la Línea Azul entre Old Town y el Estadio Qualcomm dejó de funcionar para ahorrar tiempo en las horas con más tráfico. El 3 de septiembre de 2006 el servicio al estadio Qualcomm fue completamente descontinuado debido a la baja demanda de usuarios.
En noviembre de 2021 abrió la extensión "Corredor Mid-Coast", que añadió nueve estaciones adicionales hacia UCSD y UTC. 

### Estaciones a lo largo de la línea
| Nombre                                             | Conexiones                            | Bus? | Tren? | Estacionamiento? | Info? |
| -------------------------------------------------- | ------------------------------------- | ---- | ----- | ---------------- | ----- |
| UTC Transit Center                                 |                                       |      |       |                  |       |
| Executive Drive                                    |                                       |      |       |                  |       |
| UC San Diego Health La Jolla                       |                                       |      |       |                  |       |
| UC San Diego Central Campus                        |                                       |      |       |                  |       |
| VA Medical Center                                  |                                       |      |       |                  |       |
| Nobel Drive                                        |                                       |      |       |                  |       |
| Ave. Balboa                                        |                                       |      |       |                  |       |
| Clairemont Dr.                                     |                                       |      |       |                  |       |
| Tecolote Rd.                                       |                                       |      |       |                  |       |
| Old Town Transit Center                            | Línea Verde                           |      |       |                  |       |
| Calle Washington                                   | Línea Verde                           |      |       |                  |       |
| Middletown                                         | Línea Verde                           |      |       |                  |       |
| County Center/Little Italy                         | Línea Verde                           |      |       |                  |       |
| Santa Fe Depot                                     | Línea Verde                           |      |       |                  |       |
| America Plaza                                      | Línea Plata                           |      |       |                  |       |
| Centro Cívico                                      | Línea Plata Línea Naranja             |      |       |                  |       |
| Quinta Avenida                                     | Línea Plata Línea Naranja             |      |       |                  |       |
| City College (sirve al San Diego City College)     | Línea Plata Línea Naranja             |      |       |                  |       |
| Park & Market                                      | Línea Plata Línea Naranja             |      |       |                  |       |
| 12th & Imperial Transit Center                     | Línea Plata Línea Naranja Línea Verde |      |       |                  |       |
| Barrio Logan                                       |                                       |      |       |                  |       |
| Harborside                                         |                                       |      |       |                  |       |
| Pacific Fleet                                      |                                       |      |       |                  |       |
| Calle 8                                            |                                       |      |       |                  |       |
| Calle 24                                           |                                       |      |       |                  |       |
| Bayfront/Calle E                                   |                                       |      |       |                  |       |
| Calle H                                            |                                       |      |       |                  |       |
| Calle Palomar                                      |                                       |      |       |                  |       |
| Avenida Palm                                       |                                       |      |       |                  |       |
| Avenida Iris                                       |                                       |      |       |                  |       |
| Beyer Boulevard                                    |                                       |      |       |                  |       |
| San Ysidro Transit Center (Frontera Internacional) |                                       |      |       |                  |       |

Debido a la distribución de la pista con el tráfico de mercancías, las estaciones en el extremo sur carecen de andenes y no tienen plataformas de hormigón como el resto del sistema.
| Línea | Estación               | Ubicación |
| ----- | ---------------------- | --------- |
| Azul  | University Town Center | San Diego |
| Azul  | Executive Drive        | San Diego |
| Azul  | UC East                | San Diego |
| Azul  | UC West                | San Diego |
| Azul  | University Center Lane | San Diego |
| Azul  | Avenida Balboa         | San Diego |
| Azul  | Clairemont Dr.         | San Diego |
| Azul  | Tecolote Dr.           | San Diego |

## Galería

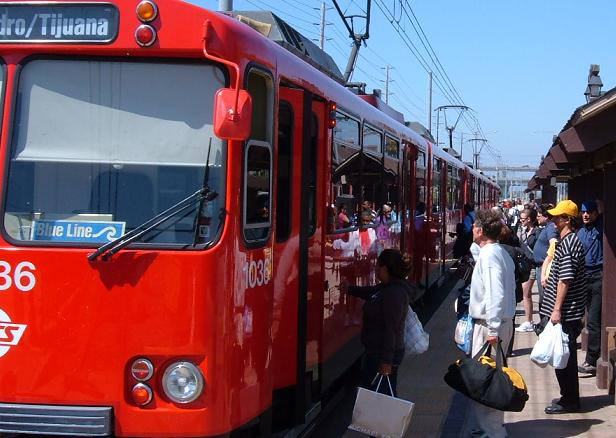
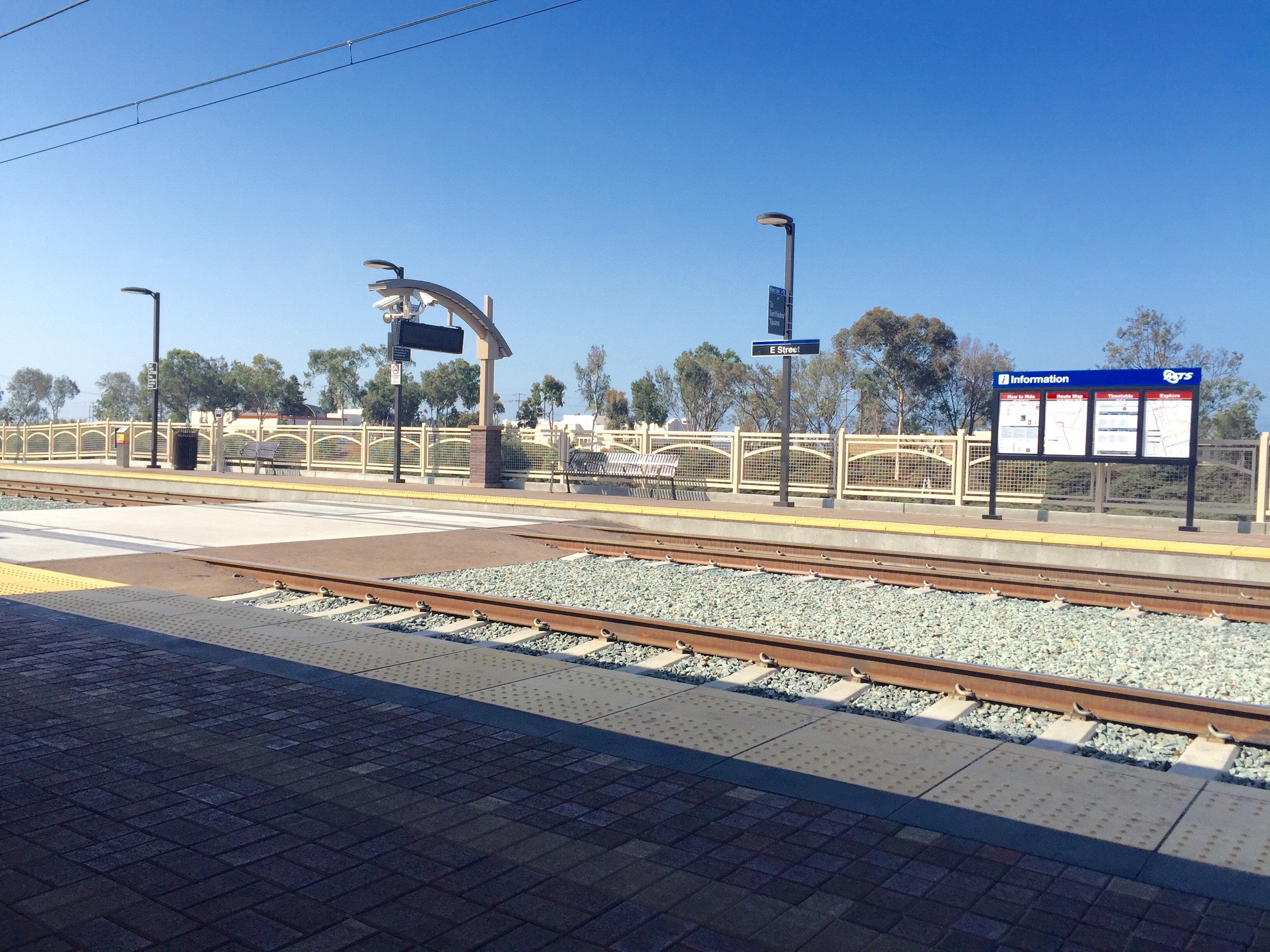
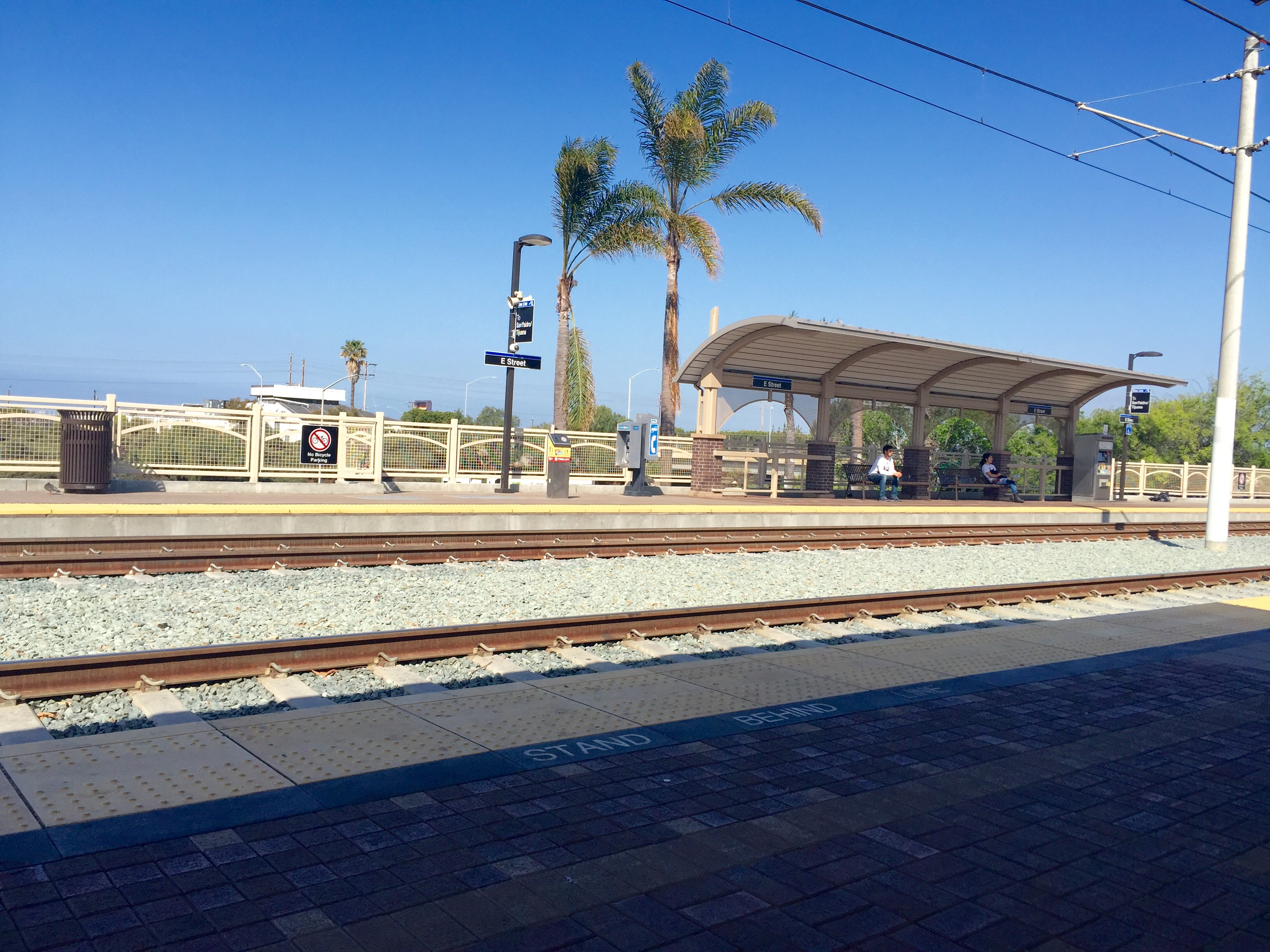
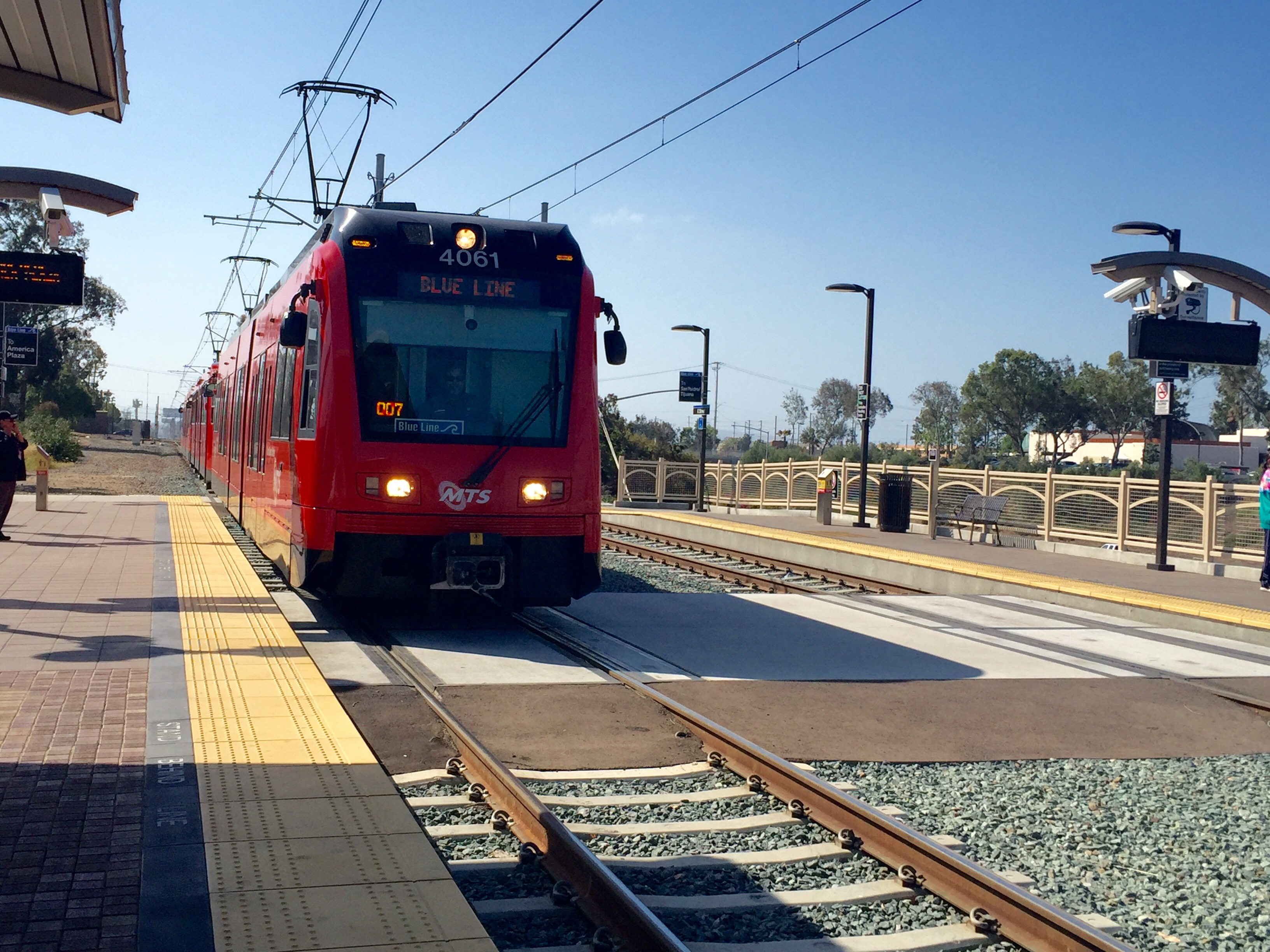
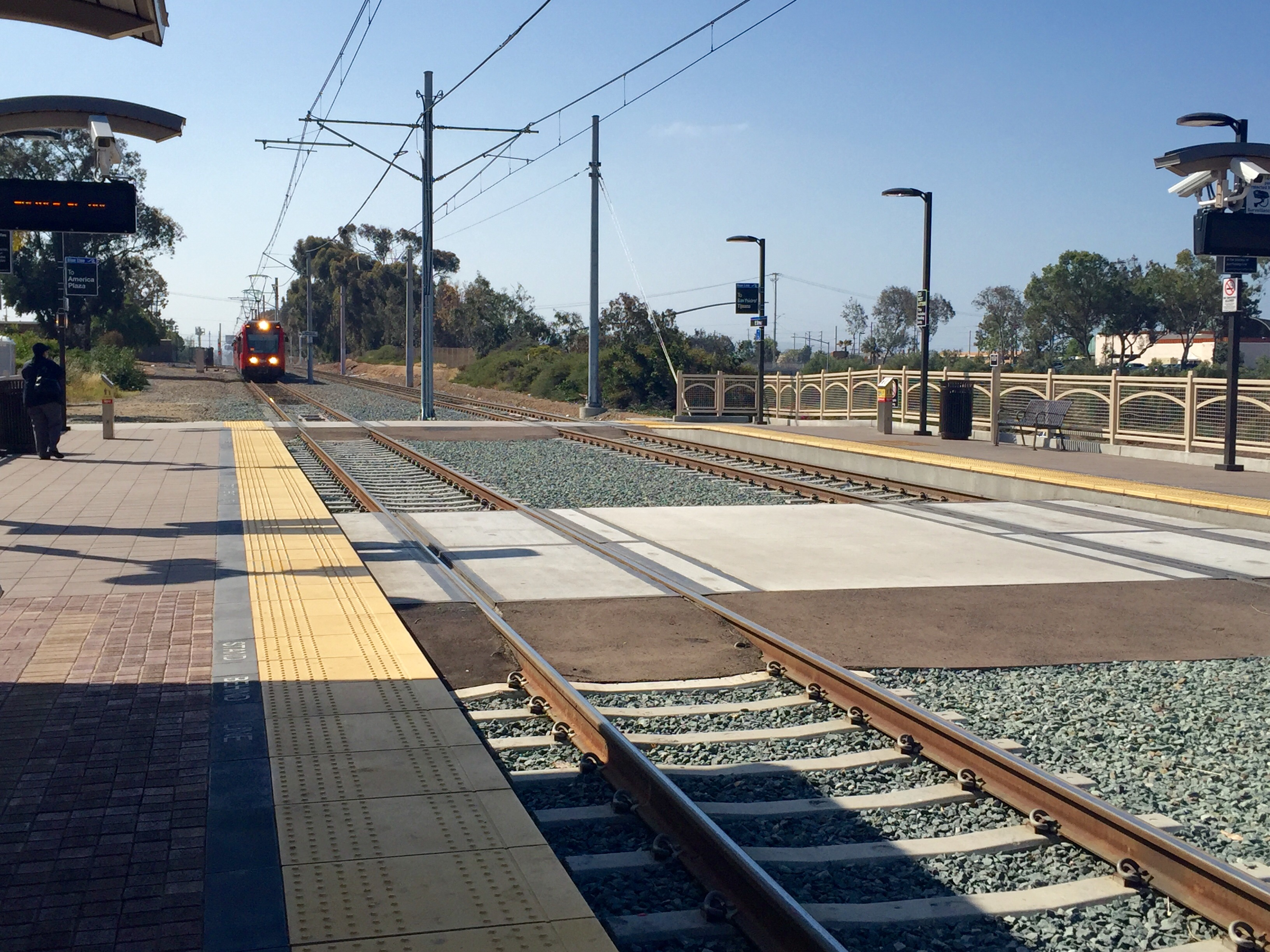
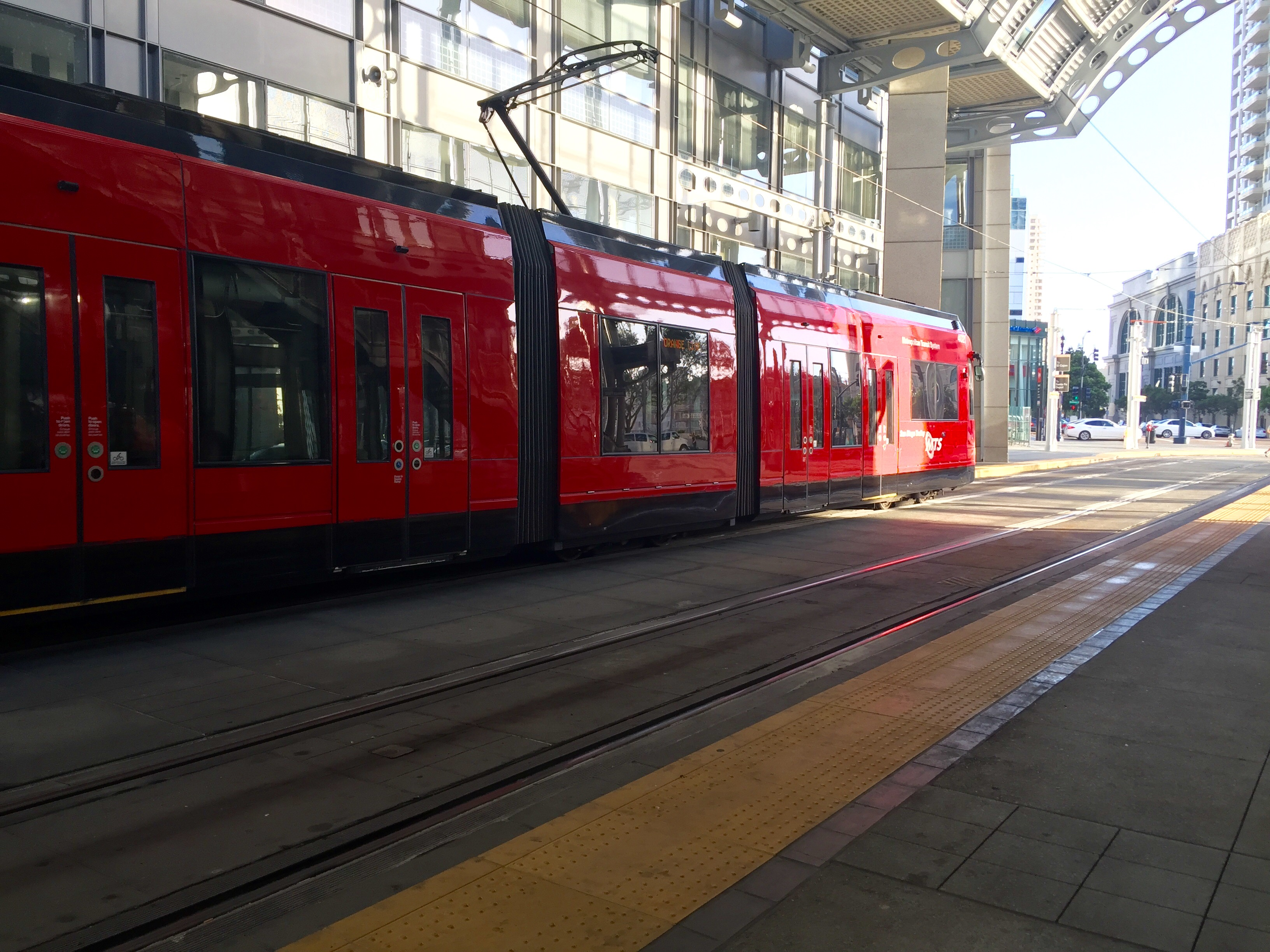
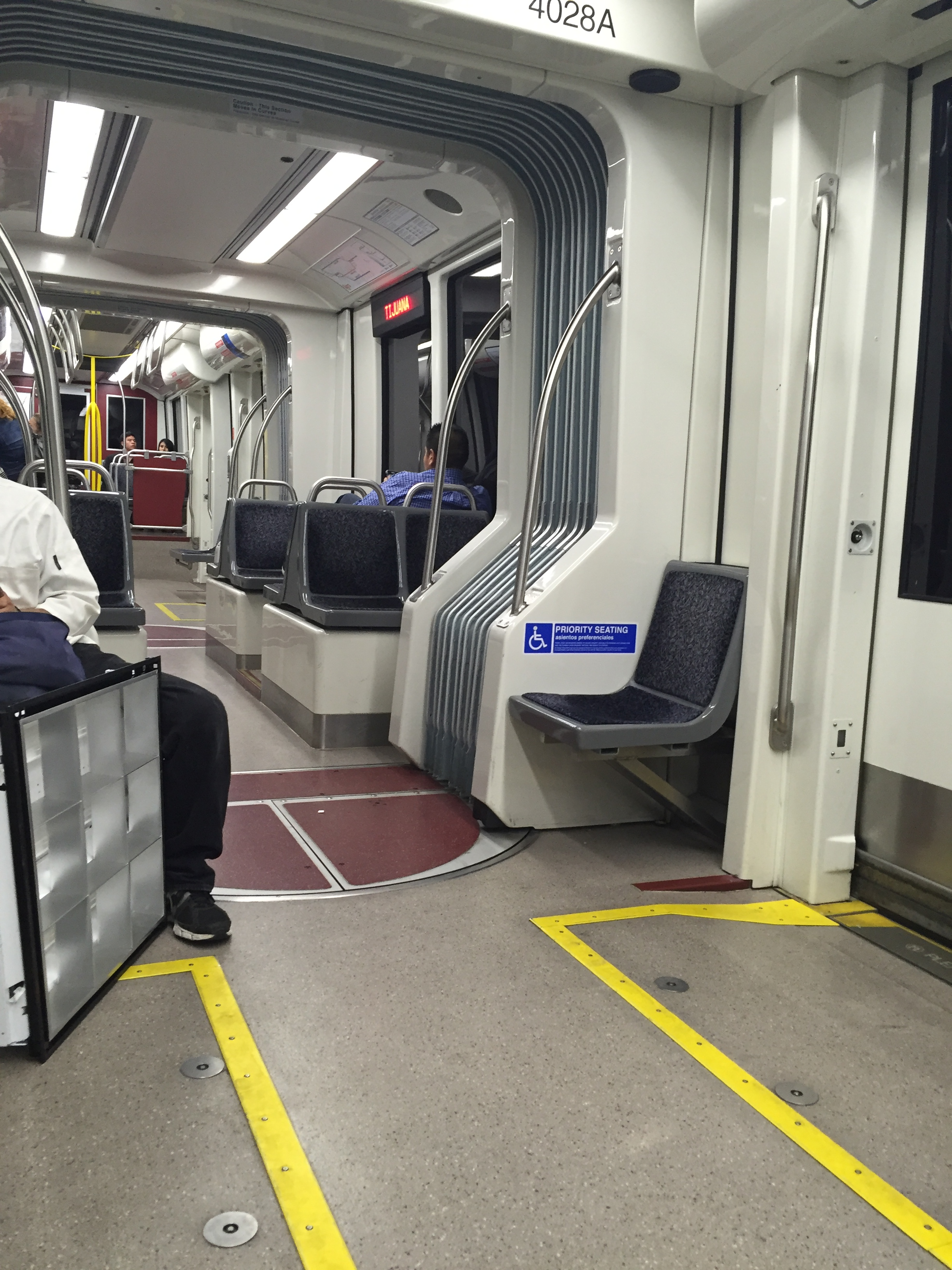
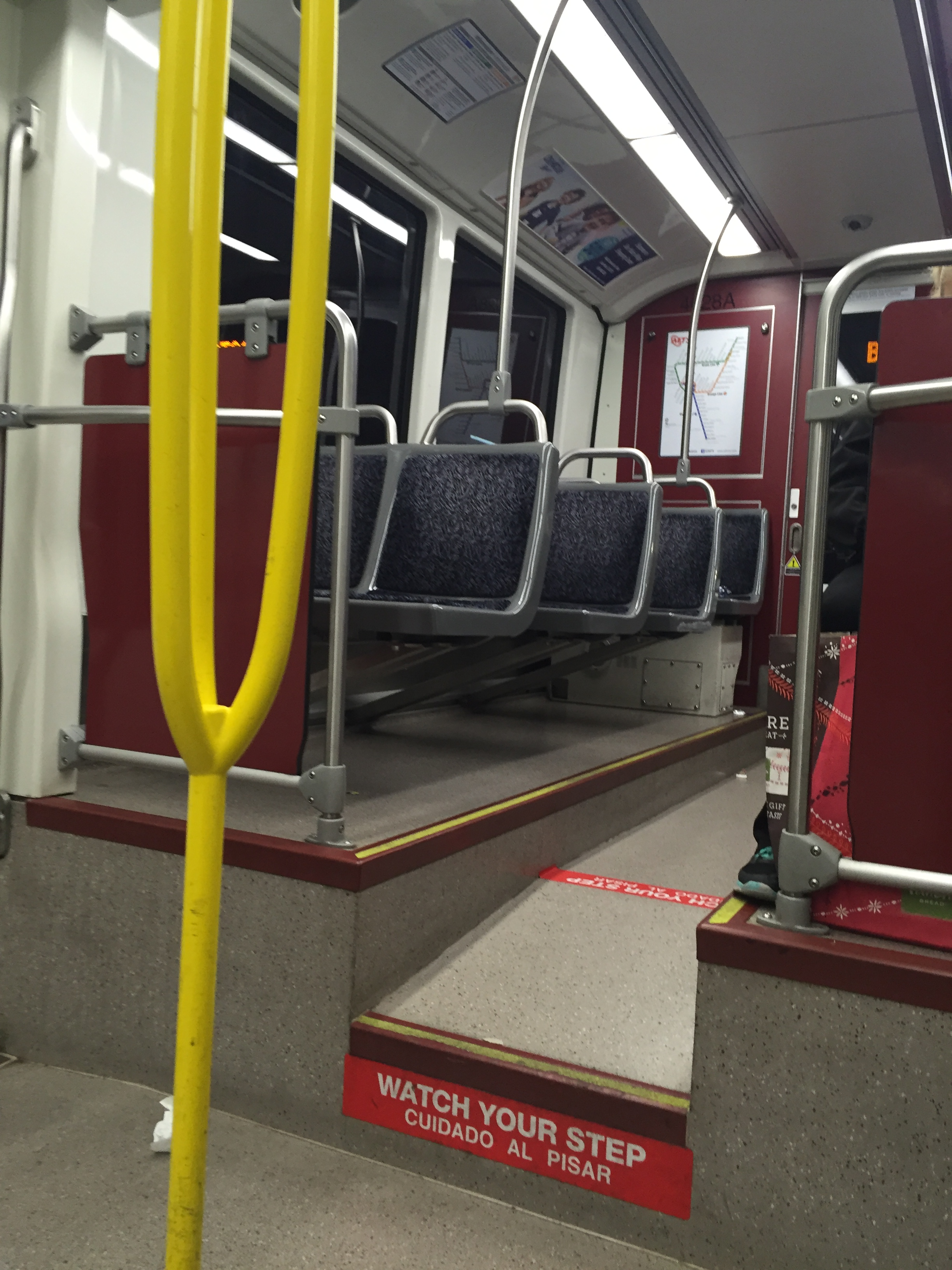